# Diòxid de nitrogen
El diòxid de nitrogen és un compost químic binari format per nitrogen i oxigen, un òxid de nitrogen de fórmula {\displaystyle {\ce {NO2}}}. A temperatura ambient està en forma de gas. Es tracta d'una molècula altament oxidant, ja que és una molècula paramagnètica, és a dir, té un electró desaparellat i, per tant, té tendència a oxidar les espècies que té a prop.
És de color marró-groguenc i és soluble en aigua. El diòxid de nitrogen està en equilibri químic amb el tetraòxid de dinitrogen, {\displaystyle {\ce {N2O4}}}, el seu dímer incolor.
S'utilitza principalment com a oxidant a la síntesi orgànica i, a la indústria petroquímica, en barreges de gasos de calibratge per al monitoratge d'emissions ambientals, control d'higiene industrial i traça d'impureses en analitzadors. L'{\displaystyle {\ce {NO2}}} és un intermedi de la síntesi industrial d'àcid nítric, {\displaystyle {\ce {HNO3}}},del qual es fabriquen milions de tones l'any.

## Història
El diòxid de nitrogen fou descobert el 1772 pel científic anglès Joseph Priestley, al qual l'anomenà aire nitrós flogisticat.

## Estructura
L'{\displaystyle {\ce {NO2}}} és una molècula angular amb el nitrogen situat al mig i enllaçat a dos àtoms d'oxigen, un a cada costat, mitjançant enllaços covalents. L'angle és de 134,3°. Pel que fa a la simetria de la molècula, conté un grup puntual C₂V. La longitud dels dos enllaços entre el nitrogen i l'oxigen és de 119,7 pm.

## Propietats
El diòxid de nitrogen té una massa molecular de 46,0055 g/mol, la qual cosa el fa més pesant que l'aire. El seu punt de fusió -11,2 °C i el punt d'ebullició 21,15 °C.
El diòxid de nitrogen està en equilibri químic amb el tetraòxid de dinitrogen, {\displaystyle {\ce {N2O4}}}, el seu dímer, que és incolor, segons l'equació:{\displaystyle {\ce {2 NO2 \; <=> \; N2O4}}}
La constant d'equilibri a 25 °C val {\displaystyle {\ce {K \, = \, 170 \; l/mol}}} i l'entalpia de reacció és {\displaystyle {\ce {\Delta H^0 \, = \, -57,1 \; kJ/mol}}}, la qual cosa significa que la formació del dímer és una reacció exotèrmica. Si s'augmenta la pressió del recipient que conté la mescla, o se'n disminueix el volum, l'equilibri es desplaça cap el {\displaystyle {\ce {N2O4}}}, ja que els àtoms estan més compactats, ja que és una reacció exotèrmica, i la mescla perd intensitat de color marró. També s'hi desplaça en baixar la temperatura. Per contra, si es disminueix la pressió, o s'augmenta el volum del recipient, o s'incrementa la temperatura, l'equilibri es desplaça cap a la formació de {\displaystyle {\ce {NO2}}}, i la mescla agafa coloració marró més intensa.
En estat líquid la mescla conté el 99,9 % de {\displaystyle {\ce {N2O4}}}, i en estat sòlid, això és per sota els -11,2 °C, tot és {\displaystyle {\ce {N2O4}}}, per tant tant el líquid com el sòlid són incolors. A 21,15 °C (punt d'ebullició) la mescla està formada per un 15,9 % d'{\displaystyle {\ce {NO2}}} i un 84,1 % de {\displaystyle {\ce {N2O4}}}. A 135 °C la mescla és gasosa i està constituïda majoritàriament per {\displaystyle {\ce {NO2}}}, un 99 %.

## Obtenció
A escala industrial el diòxid de nitrogen s'obté per reacció del monòxid de nitrogen, {\displaystyle {\ce {NO}}}, amb dioxigen, {\displaystyle {\ce {O2}}}, en el procés de producció d'àcid nítric:
{\displaystyle {\ce {2NO + O2 -> 2NO2}}}
Al laboratori, l'{\displaystyle {\ce {NO2}}} pot ser preparat a partir de dues reaccions: per descomposició de l'àcid nítric, {\displaystyle {\ce {HNO3}}}, que té lloc en dues etapes:
{\displaystyle {\ce {2HNO3 -> N2O5 + H2O}}}{\displaystyle {\ce {2N2O5 -> 4NO2 + O2}}}
I, també, i més convenient, per descomposició tèrmica d'alguns nitrats metàl·lics com el nitrat de plom(II), {\displaystyle {\ce {Pb(NO3)2}}}, completament deshidratat:
{\displaystyle {\ce {2Pb(NO3)2 -> 4NO2 + 2PbO + O2}}}
Finalment també es pot produir l'{\displaystyle {\ce {NO2}}} per reducció de l'àcid nítric concentrat amb un metall com el coure:
{\displaystyle {\ce {4HNO3 + Cu -> 2NO2 + Cu(NO3)2 + 2H2O}}}

## Principals reaccions
A 150 °C, el diòxid de nitrogen descompon alliberant dioxigen, {\displaystyle {\ce {O2}}} a través d'un procés endotèrmic amb una variació d'entalpia de 114 kJ/mol:
{\displaystyle {\ce {2NO2 -> 2 NO + O2}}}
S'hidrolitza amb un procés de desproporció donant àcid nítric. Aquesta reacció és un pas dins el procés d'Ostwald per a la producció industrial d'àcid nítric a partir d'amoníac
{\displaystyle {\ce {3NO2 + H2O -> NO + 2HNO3}}}
L'{\displaystyle {\ce {NO2}}} s'utilitza per a generar nitrats metàl·lics anhidres a partir dels òxids:
{\displaystyle {\ce {MO + 3NO2 -> 2M(NO3)2 + NO}}}Amb els halurs d'hidrogen produeix l'halogen i halur de nitrosil:
{\displaystyle {\ce {NO2 + 2HCl -> NOCl + H2O + 1/2 Cl2}}}L'halur de nitrosil descompon si la reacció es produeix a altes temperatures produint monòxid de nitrogen segons la reacció:
{\displaystyle {\ce {NO2 + 2HCl -> NO + H2O + Cl2}}}Altres reaccions estudiades són:
{\displaystyle {\ce {NO2 + NH3 -> HNO2 + NH2}}}{\displaystyle {\ce {NO2 + F2 -> NO2F + F}}}{\displaystyle {\ce {NO2 + Cl2O -> NO2Cl + OCl}}}{\displaystyle {\ce {NO2 + ClO2 -> NO3 + OCl}}}{\displaystyle {\ce {NO2 + CO -> NO + CO2}}}

## Condicions de seguretat i contaminació
El diòxid de nitrogen és molt tòxic per inhalació. Tot i això, com que el compost és acre, és fàcilment detectable per l'olfacte a baixes concentracions, de manera que la intoxicació per inhalació generalment és evitable. Una font potencial d'exposició a aquest gas és l'àcid nítric fumant, que produeix espontàniament {\displaystyle {\ce {NO2}}} a temperatures per sobre dels 0 °C, i que també li confereix un característic color grogós.
{\displaystyle {\ce {4HNO3 -> 4NO2 + 2H2O + O2}}}
Els símptomes d'enverinament (edema pulmonar) tendeixen a aparèixer diverses hores després de la inhalació d'una dosi baixa, però mortal. A més, a baixes concentracions (4 ppm) és capaç d'anestesiar la cavitat nasal, potenciant així el seu poder intoxicant. Hi ha alguna evidència que a llarg termini l'exposició a {\displaystyle {\ce {NO2}}} en concentracions per sobre de 40 a 100 g/m³ pot disminuir la funció pulmonar i augmentar el risc de símptomes respiratoris.
En concentracions superiors a 200 μg/m³ provoca inflamació significativa de les vies respiratòries. Estudis epidemiològics mostren que una exposició prolongada a l'{\displaystyle {\ce {NO2}}} augmenta els símptomes de bronquitis en nens asmàtics. La reducció de la funció pulmonar també està relacionada amb els nivells d'{\displaystyle {\ce {NO2}}} mesurats habitualment a les ciutats d'Europa i d'Amèrica del Nord.

## Medi ambient
El diòxid de nitrogen es forma en els processos de combustió juntament amb l'ús d'aire com a oxidant. A temperatures elevades el nitrogen es combina amb l'oxigen per formar monòxid de nitrogen, el qual pot ser oxidat per l'aire i formar-se diòxid de nitrogen:
{\displaystyle {\ce {O2 + N2 -> 2NO}}}{\displaystyle {\ce {2NO + O2 -> 2NO2}}}

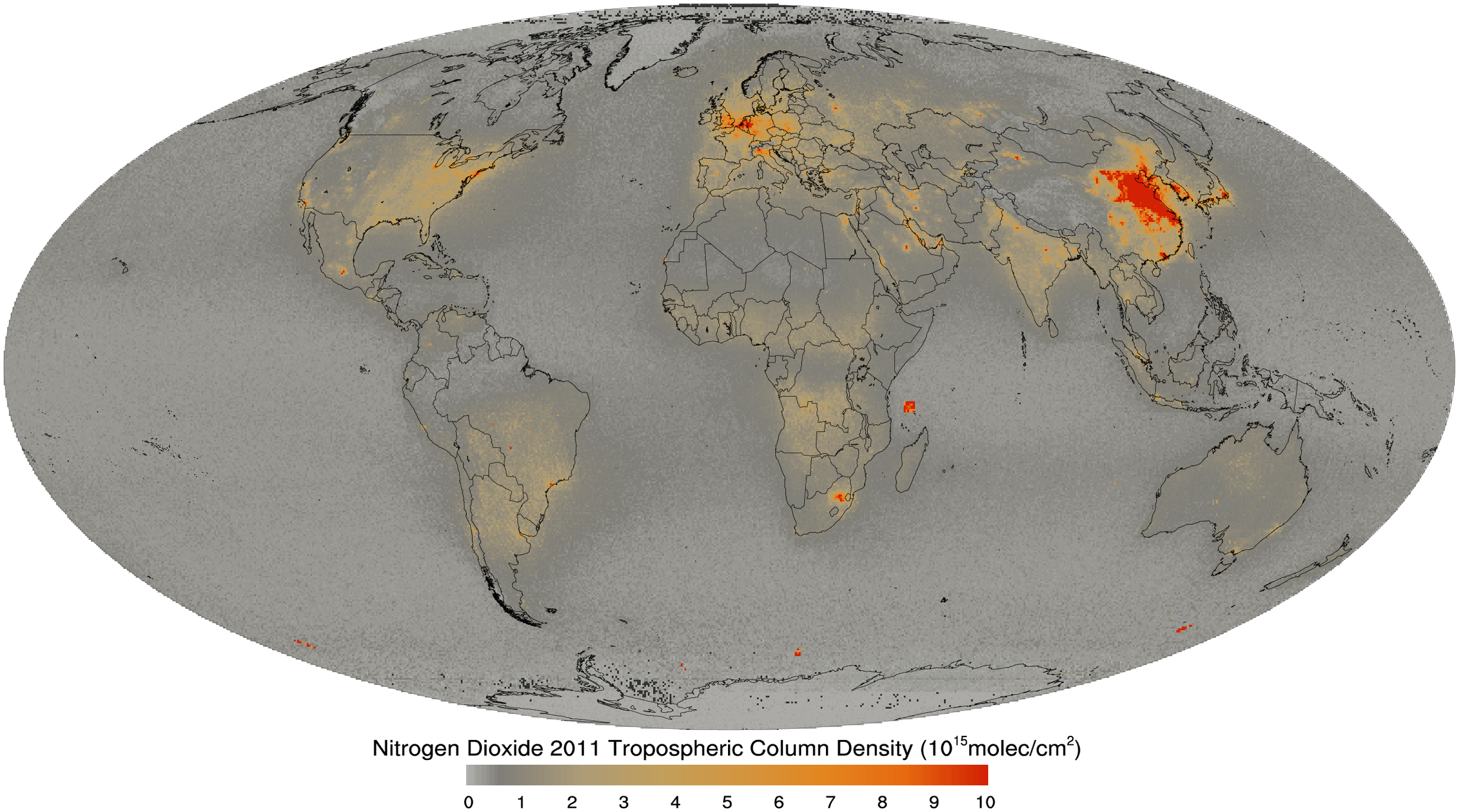
Concentració mundial de diòxid de nitrogen el 2011

En concentracions normals de l'atmosfera és un procés molt lent. L'{\displaystyle {\ce {NO2}}} es produeix de manera natural durant tempestes elèctriques. El termini per a aquest procés és "la fixació atmosfèrica de nitrogen". La pluja produïda durant aquestes tempestes és especialment bona per al jardí, ja que conté petites quantitats de fertilitzant.
Les fonts més importants d'{\displaystyle {\ce {NO2}}} són els motors de combustió interna, les centrals tèrmiques i, en menor mesura, les fàbriques de cel·lulosa. Els escalfadors de gas butà i les estufes són també una font d'{\displaystyle {\ce {NO2}}}. L'excés d'aire necessari per a la combustió completa dels combustibles en aquests processos introdueixen nitrogen, {\displaystyle {\ce {N2}}}, en les reaccions de combustió a altes temperatures i produeix òxids de nitrogen, {\displaystyle {\ce {NO_x}}}, per la qual cosa per evitar-ho cal un control precís de la quantitat d'aire utilitzat en la combustió.
L'{\displaystyle {\ce {NO2}}} és un contaminant a gran escala, amb les concentracions de fons rural del nivell del sòl en algunes àrees al voltant de 30 g/m³, no molt per sota dels nivells poc saludables. L'{\displaystyle {\ce {NO2}}} té un paper important en la química atmosfèrica, ja que s'inclou en la formació d'ozó troposfèric. El cicle fotolític es dona en l'atmosfera per acció de la llum solar (λ < 424 nm) incrementant la proporció de {\displaystyle {\ce {NO}}} present, partícules en suspensió i afavorint l'aparició d'ozó com a contaminant secundari 
{\displaystyle {\ce {NO2->[{\mathit {h\nu }}]NO{}+O}}}{\displaystyle {\ce {O2 + O + M -> O3 + M}}}
Tanmateix tant el diòxid de nitrogen com el dioxígen poden ser regenerats per la reacció de l'ozó amb el monòxid de nitrogen:
{\displaystyle {\ce {O3 + NO -> NO2 + O2}}}
És un component important de la boira fotoquímica o "smog fotoquímic", molt freqüent en zones urbanes.
Com a contaminant atmosfèric està regulat per una normativa legal. La directiva europea (Directiva 2008/50/CE del Parlament Europeu i del Consell de 21 de maig de 2008 relativa a la qualitat de l'aire ambient i una atmosfera més neta a Europa i transposada al dret espanyol al Reial decret 102/2011, de 28 de maig, relatiu a la millora de la qualitat de l'aire) ha fixat uns valors de referència que no s'haurien de superar:
- valor límit anual 40 μg/m³
- valor límit horari 200 μg/m³ (que no es poden superar en més de 18 vegades l'any)
- llindar d'alerta horari 400 μg/m³

A més, a Catalunya es considera que la qualitat de l'aire és bona quan les concentracions màximes de NO2 són per sota de 50 μg/m³, regular quan són entre 50 i 200 μg/m³ i que pobre quan és per sobre dels 200 μg/m³.
És un dels gasos responsables de la pluja àcida, ja que en contacte amb l'aigua forma àcid nítric.
{\displaystyle {\ce {3 NO2 + H2O -> 2HNO3 + NO}}}